# Theo Maissen

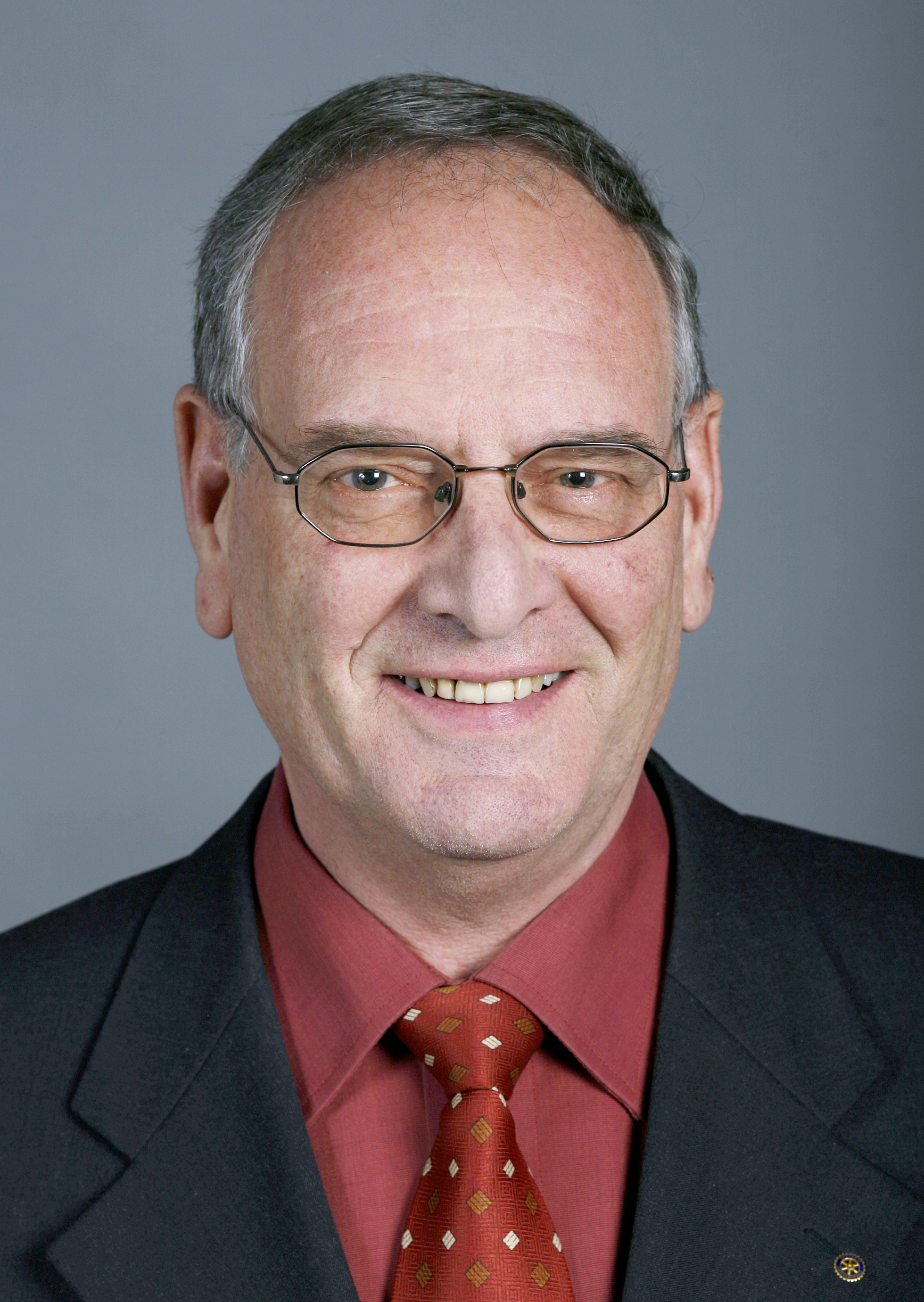
Theo Maissen (2007)

Theo Maissen (* 2. September 1944 in Chur) ist ein Schweizer Politiker (CVP). Er vertrat den Kanton Graubünden von 1995 bis 2011 im Ständerat. Maissen arbeitet als Agronom. Er wohnt in Sevgein, ist verheiratet und Vater von drei Kindern. Sein Bürgerort ist Disentis/Mustér.

## Ausbildung, Beruf
Theo Maissen absolvierte die Primar- und die Sekundarschule in Chur. Danach machte er eine Lehre als landwirtschaftlicher Angestellter und machte dann die Landwirtschaftliche Fachschule mit Berufsprüfung. Über eine Aufnahmeprüfung gelangte er an die ETH Zürich, wo er von 1968 bis 1972 im Fachbereich Landwirtschaft studierte. Das Studium schloss er mit einem Diplom als Ingenieur Agronom ETH ab. 1978 promovierte er zum Dr. sec. techn. Er arbeitete von 1972 bis 1976 als Assistent am Institut für landwirtschaftliche Betriebslehre an der ETH, und gleichzeitig war er bei der Regionalorganisation «Pro Surselva» tätig. Ab 1977 bis 2000 arbeitete er als Regionssekretär beim Gemeindeverband Surselva. Zudem war er von 1983 bis 1999 Lehrbeauftragter an der ETH. Von 2001 bis 2002 arbeitete er als Sachbereichsleiter wiederum beim Gemeindeverband Surselva. Seit 2003 ist er selbständig Erwerbender.

## Politik
Maissen stieg 1974 als Gemeindepräsident von Sevgein in die Politik ein. Dieses Amt führte er 10 Jahre bis 1984 aus. Von 1979 bis 1983 war er zudem Kreisrichter. Ab 1985 bis 1994 war er Mitglied des Grossen Rates des Kantons Graubünden. Seit 1995 war er Ständerat für den Kanton Graubünden. Bei den Wahlen vom 23. Oktober 2011 trat er nicht mehr an. Maissen war von 1998 bis 2008 Präsident der CVP Graubünden.